# أندريا مازييلو
أندريا مازييلـّو (بالإيطالية: Andrea Masiello)، (مواليد فياريدجو في 5 فبراير 1986)، لاعب كرة قدم إيطالي.
بدأ مسيرته الكروية مع نادي لوكيزي في عام 2002، ولعب معهم حتى عام 2004، وشارك معهم في مباراتين، وفي موسم 2004/2005 لعب مع نادي يوفنتوس، وشارك معهم في مباراة واحدة، وفي موسم 2005/2006 أعير إلى نادي أفيلينو، ولعب معهم 41 مباراة وسجل هدف واحد، وفي عام 2006 انتقل إلى نادي سيينا، ومنذ عام 2007 وهو يلعب مع نادي جنوى.

## روابط خارجية
- أندريا مازييلو على موقع الاتحاد الأوربي (الإنجليزية)
- أندريا مازييلو على موقع قاعدة بيانات كرة القدم.إي يو (الإنجليزية)
- أندريا مازييلو على موقع Soccerway.com (الإنجليزية)
- أندريا مازييلو على موقع عالم كرة القدم.نت (الإنجليزية)
- أندريا مازييلو على موقع كووورة
- أندريا مازييلو على موقع AS.com (الإسبانية)